# Бройнингер, Лоран Альбрехт
Лоран Альбрехт Бройнингер (фр. Laurent нем. Albrecht Breuninger; род. 1968) — немецкий скрипач и композитор.

## Биография
Сын немца и француженки. Учился в Швейцарии у Томаса Фюри, затем в Высшей школе музыки Карлсруэ у Иосифа Рисина. В 12 лет дебютировал с Будапештским камерным оркестром под управлением Владимира Спивакова на фестивале в Туре. Начиная с 1984 г. неоднократно становился лауреатом различных международных конкурсов, наиболее значительное достижение — второе место на Международном конкурсе имени королевы Елизаветы (1997).
Как композитор занимался под руководством Кшиштофа Мейера, Петера Этвёша, Андре Прево, а также на Дармштадтских курсах новой музыки. В 1997 г. его струнный квартет был удостоен первой премии на композиторском конкурсе Бранденбургского фестиваля в Берлине, а в 1998 г. Бройнингер включил собственную пьесу в состав первого записанного альбома, наряду с произведениями Мендельсона, Брамса и Венявского.
Бройнингер осуществил ряд заметных записей нечастого романтического и постромантического материала — в том числе альбомы со скрипичными концертами Родольфа Крейцера, Шарля Огюста де Берио, Кароля Липинского, произведениями для скрипки с оркестром Эжена Изаи. Он также много выступает в камерном ансамбле, в том числе во главе струнного трио Бройнингера и квартета Бройнингера.
С 1998 г. Бройнингер преподавал скрипку и камерный ансамбль в Гамбургской Высшей школе музыки, с 2003 г. профессор скрипки в Высшей школе музыки Карлсруэ.